# Rezolucja Rady Bezpieczeństwa ONZ nr 1742
Rezolucja Rady Bezpieczeństwa ONZ nr 1742 została uchwalona 15 lutego 2007 podczas 5630. posiedzenia Rady.
Rezolucja przedłuża mandat Misji ONZ w Demokratycznej Republice Konga (MONUC) do 15 kwietnia 2007. Nakazuje także sekretarzowi generalnemu przygotowanie do 15 marca, w porozumieniu z władzami Republiki, raportu na temat ewentualnych zmian w mandacie Misji. 